# 3925 Tretʹyakov
3925 Tretʹyakov eller 1977 SS2 är en asteroid i huvudbältet som upptäcktes den 19 september 1977 av den sovjetisk-ryska astronomen Ljudmila Zjuravljova vid Krims astrofysiska observatorium på Krim. Den är uppkallad efter bröderna Pavel och Sergej Tretiakov.
Asteroiden har en diameter på ungefär 51 kilometer och den tillhör asteroidgruppen Meliboea.